# Oedopeza maculatissima
Oedopeza maculatissima es una especie de escarabajo longicornio del género Oedopeza, tribu Acanthocinini, subfamilia Lamiinae. Fue descrita científicamente por Monné y Martins en 1976.

## Descripción
Mide 9-13 milímetros de longitud.

## Distribución
Se distribuye por Argentina, Bolivia, Brasil, Paraguay, Perú y Venezuela.